# Dolmen la Pierre-Levée (Neuville-de-Poitou)

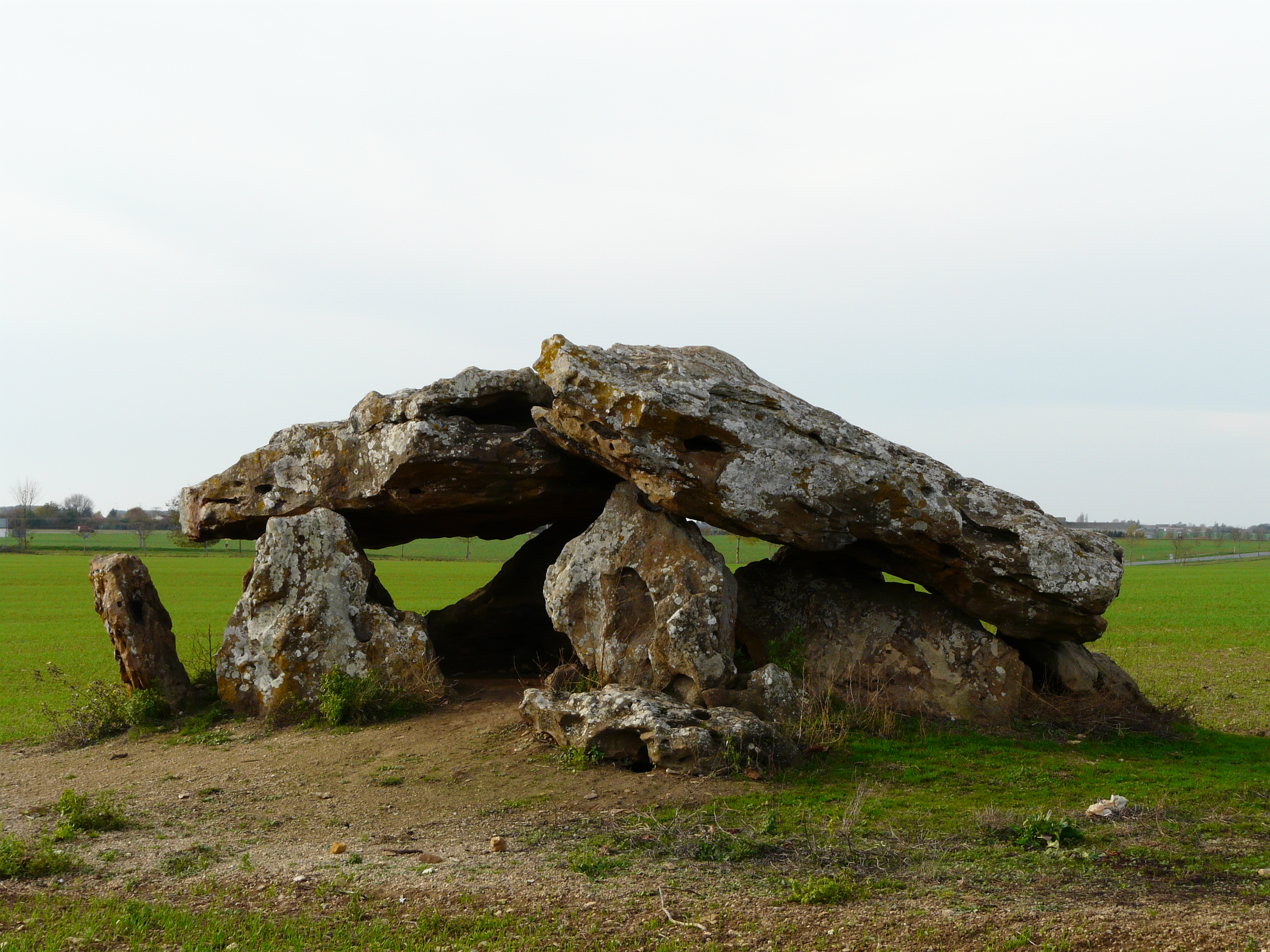
La Pierre-Levée in Neuville-de-Poitou

Der Dolmen la Pierre-Levée befindet sich auf einem Feld östlich des Zentrums von Neuville-de-Poitou bei Poitiers im Département Vienne in Frankreich. Dolmen ist in Frankreich der Oberbegriff für Megalithanlagen aller Art (siehe: Französische Nomenklatur).
Der  aus Sandsteinplatten errichtete neolithische Dolmen Pierre-Levee ist seit 1900 ein historisches Denkmal. Der Dolmen gehörte früher zu einem Megalithareal, das aus mehreren Dolmen und einem Menhir bestand. Der zerbrochene Deckstein des Dolmens ist etwa 7,5 m lang und 4,0 m breit. Seine Dicke beträgt in der Mitte etwa 90 cm. Er ruht auf neun Tragsteinen (Orthostaten). Der Dolmen war ursprünglich mit Steinen und Erde bedeckt, die einen als Tumulus bezeichneten Hügel bildeten.
Der einst benachbarte Menhir von Pas-de-Mule wurde während der Französischen Revolution zerstört.